# Pohlia tozeri
Pohlia tozeri là một loài Rêu trong họ Bryaceae. Loài này được (Grev.) Delogne miêu tả khoa học đầu tiên năm 1885.